# Nœud en queue de singe
Ne doit pas être confondu avec le nœud de franciscain.
Le nœud en queue-de-singe est un nœud d'arrêt formant un cylindre décoratif définitif de cordage, utilisé pour arrêter le palan d'écoute ou de hale-bas de grand-voile. Ce nœud de base permet d'alourdir facilement l'extrémité d'un cordage pour le lancer, ou pour former une poignée. Il est particulièrement plus rapide à réaliser qu'une pomme de touline pour être lancé comme lest de ligne.

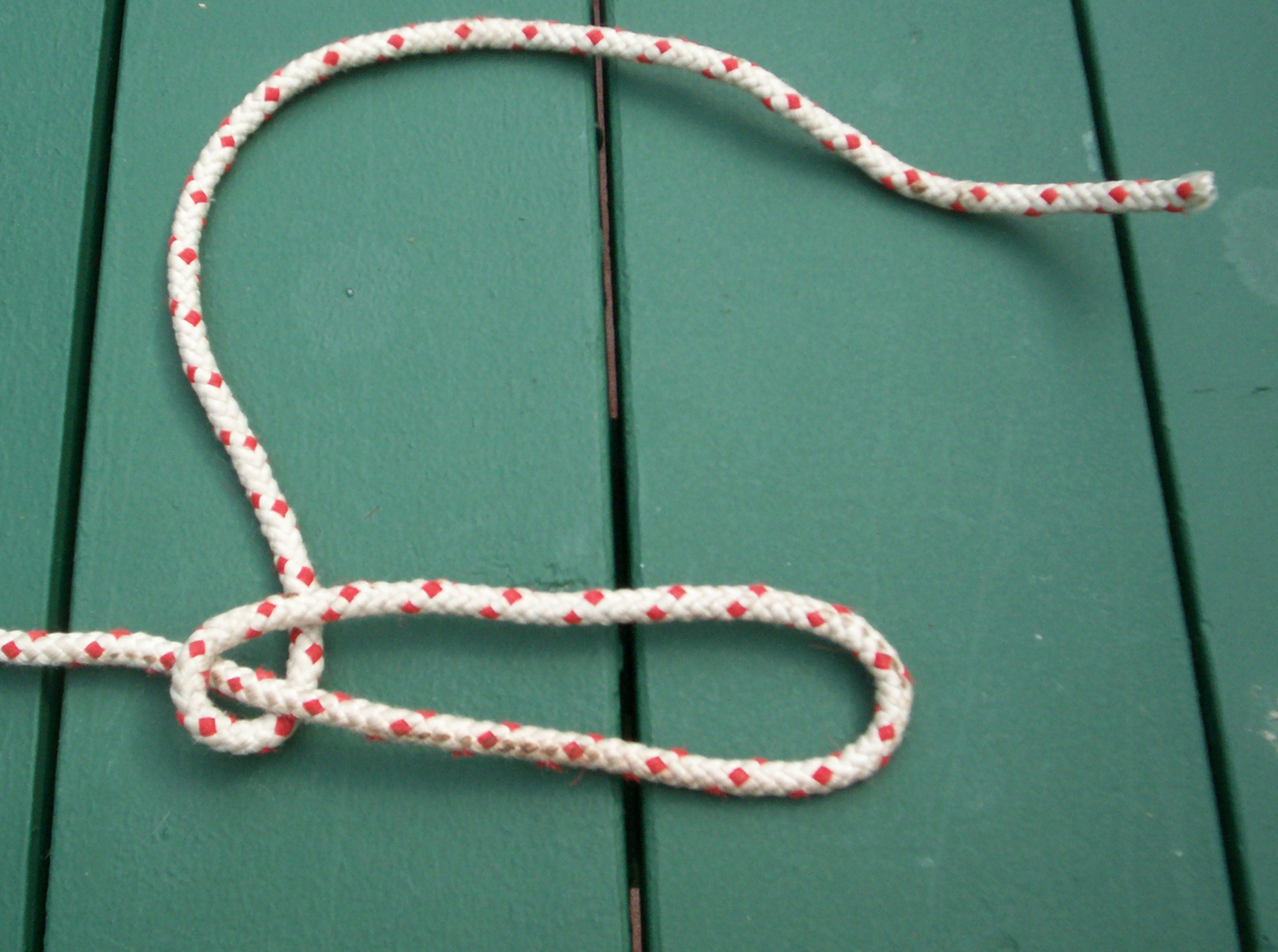
Effectuer la ganse puis la gainer sur elle-même
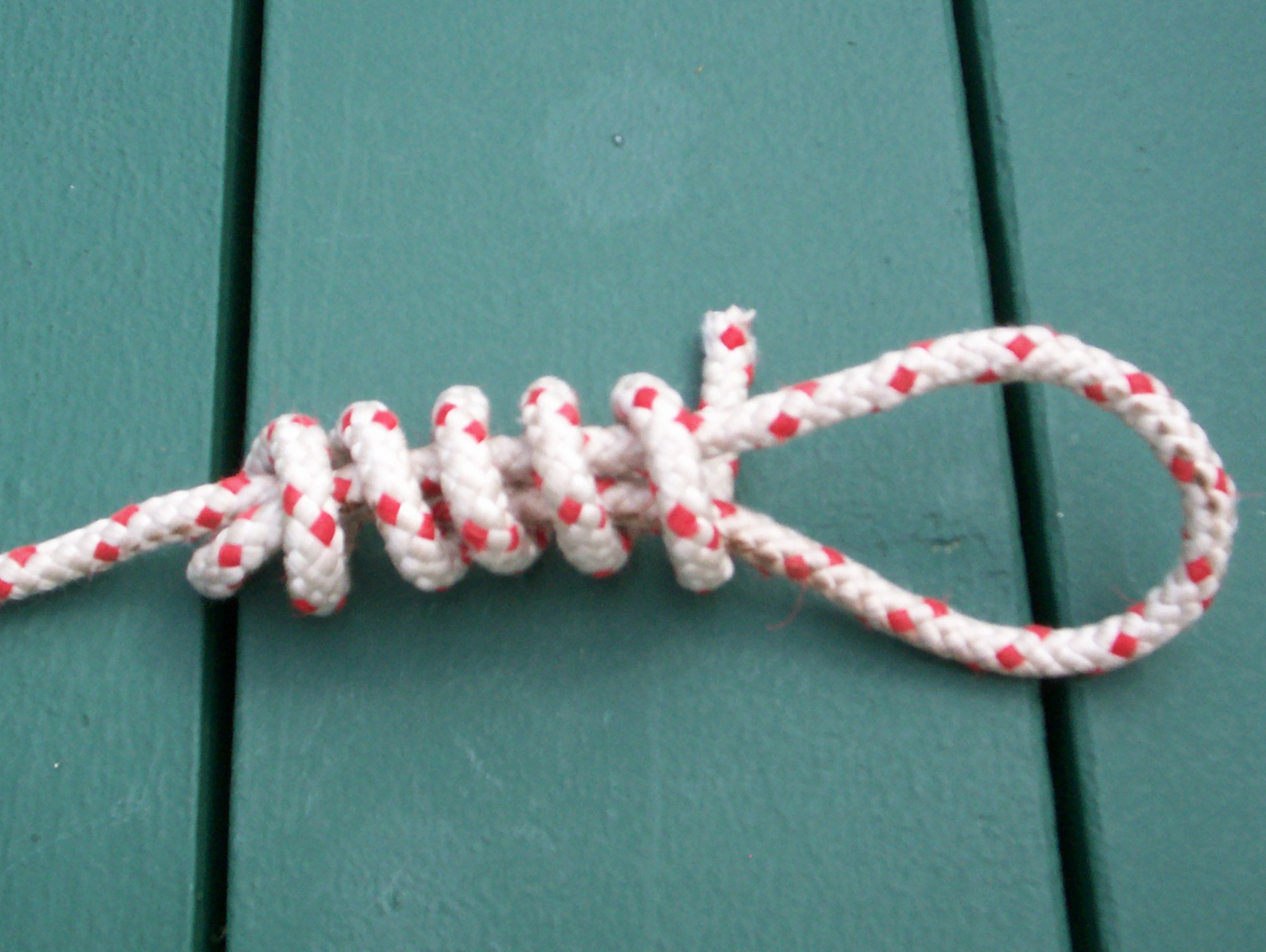
Effectuer le nombre de tours désiré
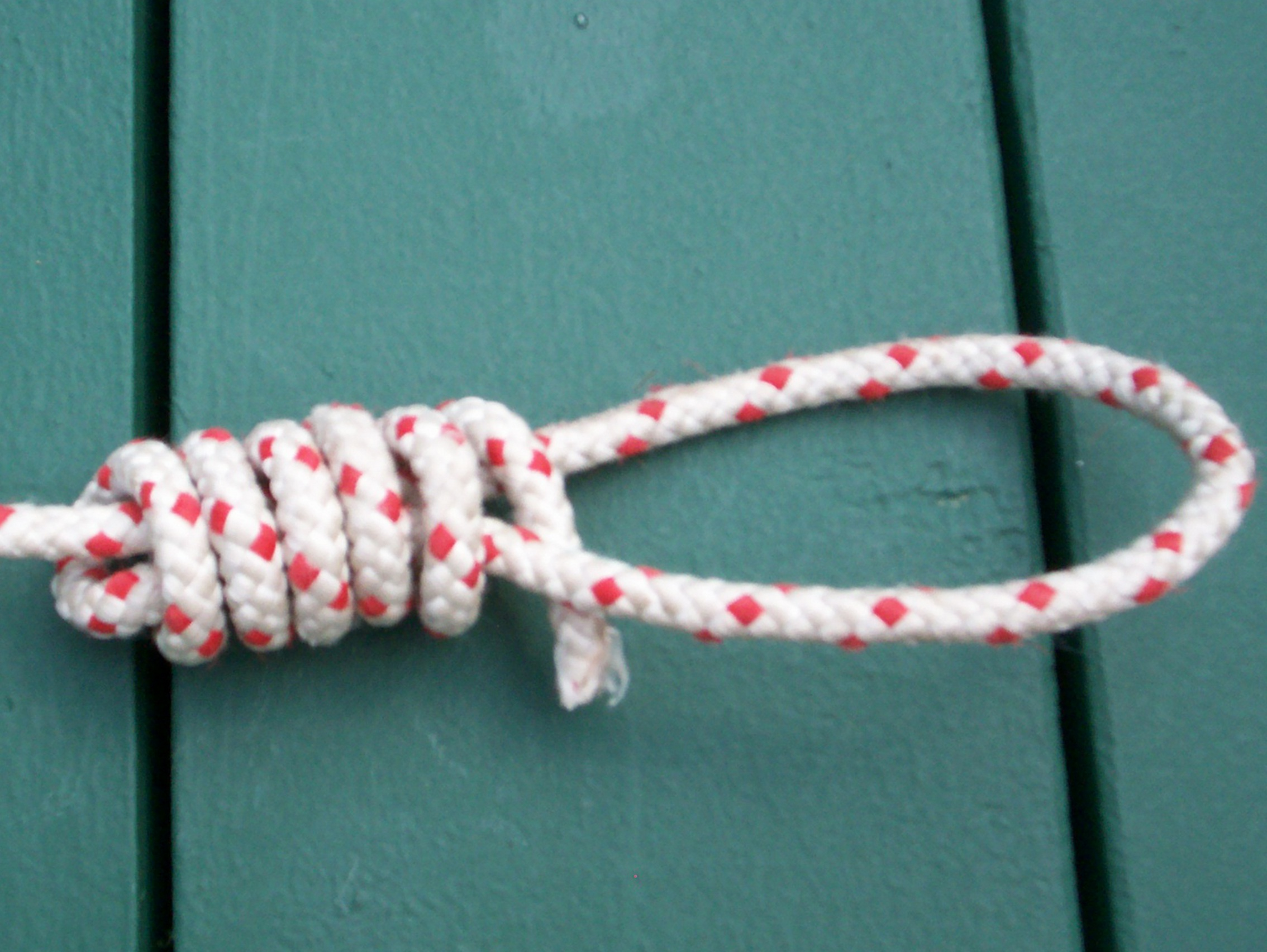
Bloquer l'extrémité engagée dans la ganse
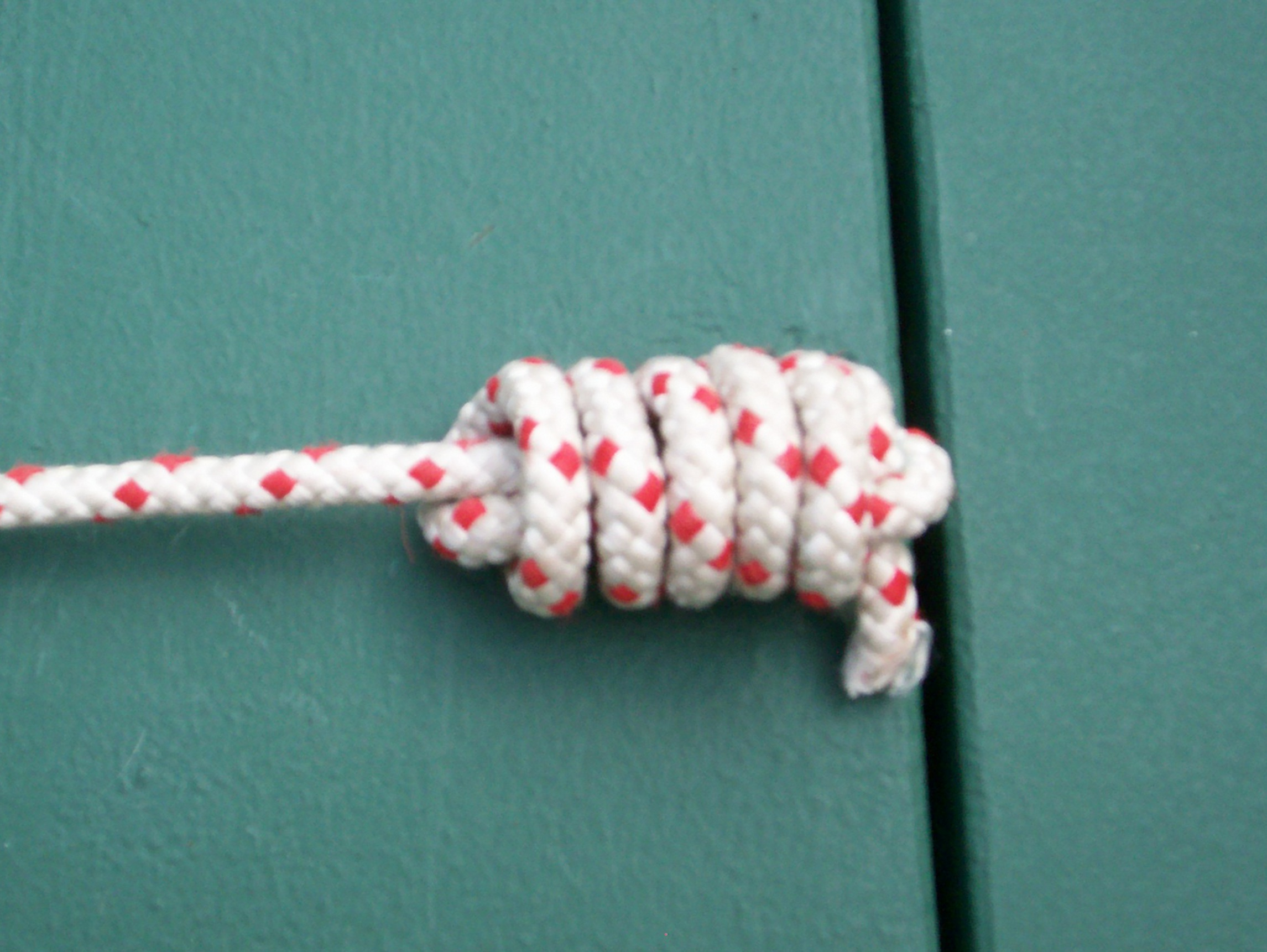
Tirer le dormant pour fermer la ganse sur le courant

## Nœuds voisins

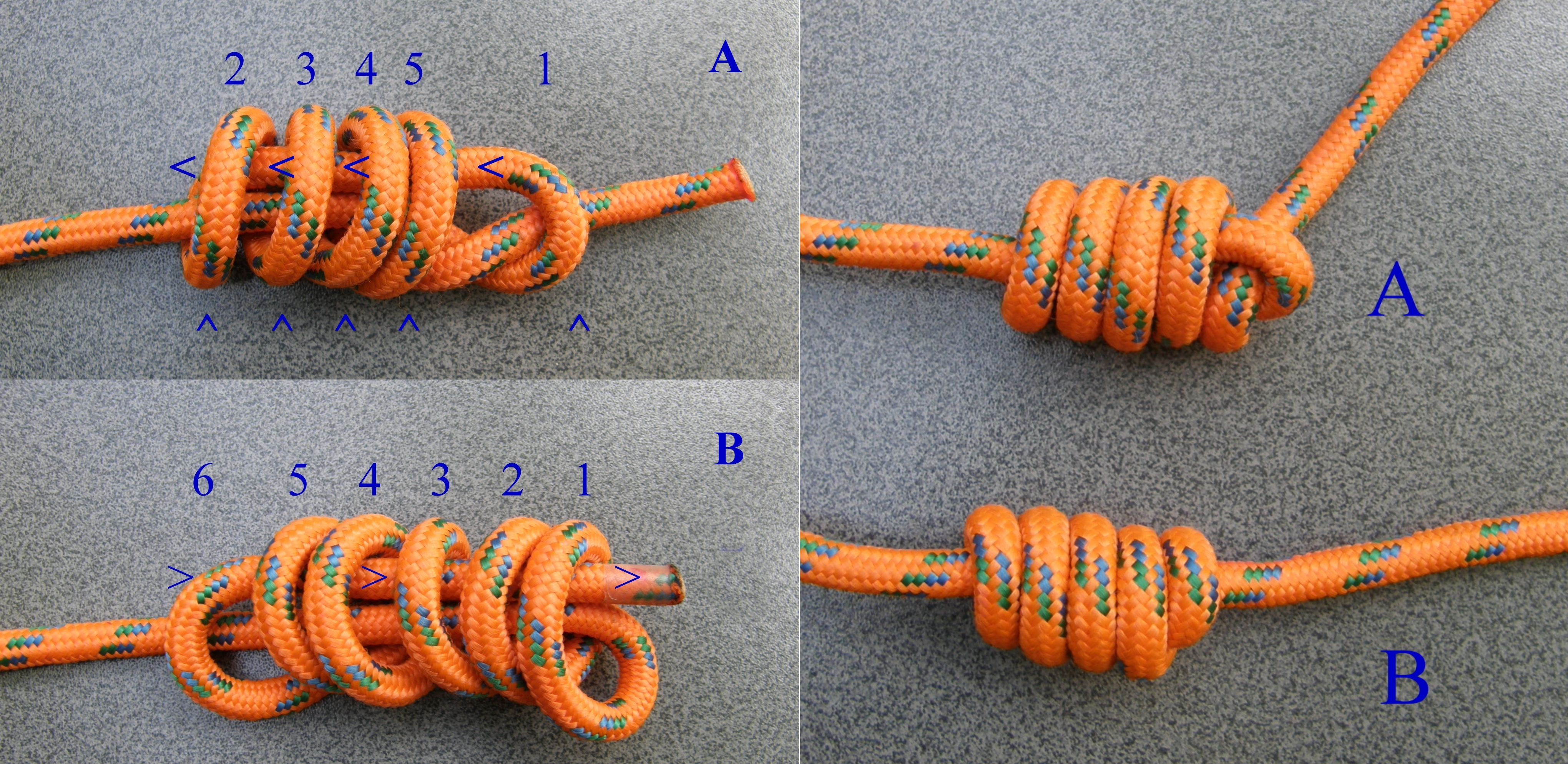
En A, le nœud queue de singe. En B, le nœud de capucin

### Nœud de capucin
Le nœud en queue de singe est très proche par son aspect et souvent confondu avec le nœud de capucin, avec pour différence qu'il n'est pas tourné de la même façon sur lui-même. Les deux sont tournés sur la ganse, mais le nœud queue-de-singe est tourné vers la ganse puis verrouille le courant, alors que le nœud de capucin est tourné vers l'opposé à la ganse mais que l'extrémité engagée rejoint par l'intérieur des spires. Pour transformer un queue-de-singe en capucin, tenir les spires et retirer le dormant pour défaire la ganse, puis insérer à sa place l'extrémité engagée du courant, et vice versa.

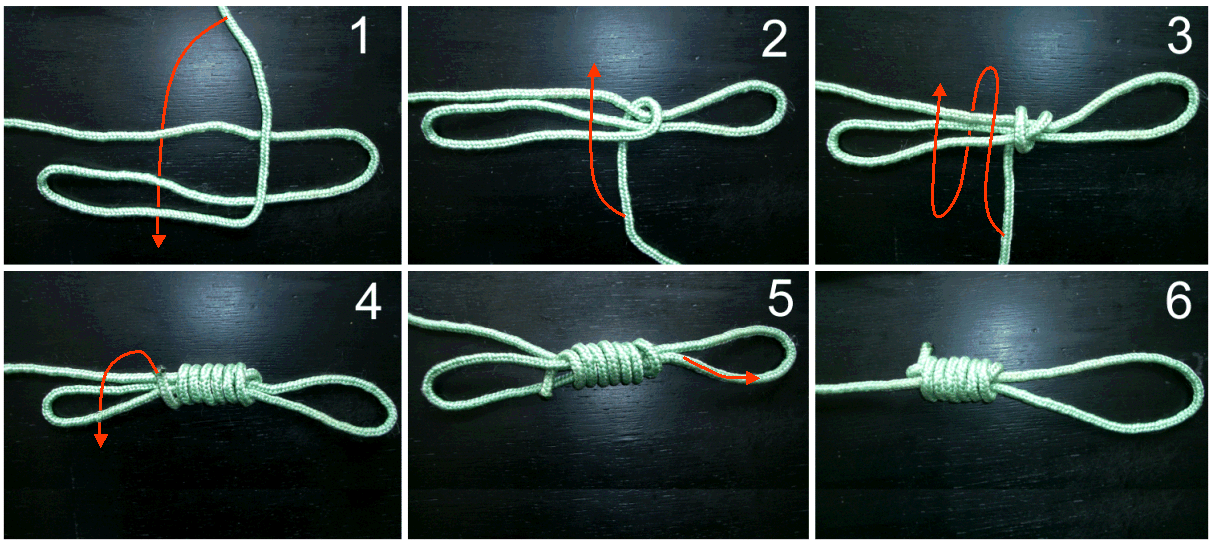
Le nœud de pendu est réalisé avec une ganse opposé en plus que le nœud en queue de singe

### Nœud de pendu
Le nœud en queue de singe est gainé sur une ganse ; le nœud de pendu l'est sur deux ganses opposée. Pour ganser la deuxième boucle et passer de l'un à l'autre, il suffit de faire rentrer l'extrémité engagée du dormant dans les spires pour créer la ganse du pendu. en inversant le courant et le dormant, c'est un nœud de pendu. 

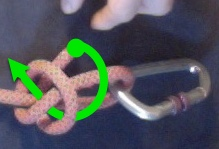
Le courant rentre dans les spires pour transformer un nœud en queue de singe en un nœud double gansé

### Nœud double gansé
Pour réaliser un nœud double gansé depuis un nœud en queue de singe, il suffit d'ouvrir un peu la  boucle de la ganse, de retirer le courant de la boucle et de fermer la spire, puis de le faire pénétrer le courant dans les spires et enfin de serrer le nœud.